# Veliidae
Famille
Les Veliidae sont une famille d'insectes hémiptères semi-aquatiques du sous-ordre des hétéroptères (punaises). On les rencontre sur tous les continents.  

## Description
Semi-aquatiques, et avec des antennes bien visibles à 4 articles, leur face ventrale est recouverte d'une pubescence dense et soyeuse hydrofuge. Leur scutellum n'est pas visible de dessus, car il est recouvert par le pronotum (ce qui les différencie des Hebridae et des Mesoveliidae). Ce pronotum est plus large que l'abdomen. Leur rostre n'est pas recouvert par les buccules, leurs griffes sont insérées avant l'apex du tarse, et elles se déplacent à la surface de l'eau (différence d'avec les Macroveliidae et les Hydrometridae). On peut les distinguer des Gerridae notamment par leur tête marquée par un fin sillon sur le front, les fémurs postérieurs habituellement plus gros que les fémurs médians, et dépassant rarement l'apex de l'abdomen, les hanches médianes à égales distance des antérieures et des postérieures. Les tibias antérieurs des mâles ont généralement un peigne d'épines courtes sur leur face interne. Les tarses antérieurs comptent 1 seul article, les médians et les postérieurs 2 (1 seul chez les juvéniles), sauf chez les Rhagovelia qui en comptent 3 partout. Les yeux sont généralement assez gros, et elles n'ont pas d'ocelles (sauf les Ocellovelia). Souvent sans ailes, leur polymorphisme alaire est fréquent (longueur des ailes variable). Lorsque les ailes sont présentes, elles sont indifférenciées (pas de séparation entre clavus, corie et membrane), et présentent de 4 à 6 cellules. Ces punaises mesurent de 1 à 10 mm de long,,,,. 

## Écologie
Les Veliidae se rencontrent sur les eaux courantes calmes ou stagnantes (neuston), permanentes ou temporaires, y compris marines, avec de la végétation émergente. On peut même en rencontrer dans l'eau retenue par les feuilles des Bromeliaceae. Elles se déplacent à la surface de l'eau en utilisant le phénomène de la tension superficielle, mais peuvent également ramper sur les rives boueuses ou les rochers, avec certaines espèces terrestres. Les genres peuvent avoir des habitats spécialisés.   
Elles marchent, courent ou "rament" à la surface de l'eau, ce dernier mode étant permis par la transformation des tarses médians en une sorte de rame. Certaines espèces présentent un mode de locomotion particulier: elles expulsent par leur rostre un fluide détergent qui abaisse la tension de surface de l'eau, leur permettant une accélération brusque, qu'elles utilisent soit pour la chasse soit pour échapper à des prédateurs.   
Ces punaises sont souvent grégaires.   
Les œufs sont généralement collés sur des plantes aquatiques, à la surface ou sous la surface de l'eau. L'embryon a une lame sur le clypeus qui lui permet de découper l'enveloppe de l’œuf au moment de l'éclosion. Comme chez les autres punaises, les juvéniles passent par 5 mues jusqu'à devenir adultes.   
Il s'agit de punaises prédatrices, qui se nourrissent d'ostracodes, de Daphnies, de larves de moustiques, nageant à la surface de l'eau, ou d'autres qui tombent dans l'eau. Elles peuvent également se nourrir d'arthropodes déjà morts. Elles détectent leurs proies grâce aux vibrations de la surface de l'eau, et une fois qu'elles les ont attrapées, les paralysent par injection de leur salive, qui les digère également, leur permettant ensuite d'en aspirer les fluides. Elles peuvent jouer un rôle dans la régulation de ravageurs du riz.      

## Systématique
Cette famille, établie par Amyot & Serville en 1843, est la plus riche en espèces des Gerromorpha, avec 962 espèces, réunies en 6 sous-familles et 62 genres. Le genre Rhagovelia compte à lui seul plus de 200 espèces. De nombreuses espèces restent à décrire, surtout dans la sous-famille des Microveliinae.   
En 1982, Andersen a révisé la classification et établi les 6 sous-familles actuellement reconnues. Dans l'approche phylogénétique, la sous-famille des Ocelloveliinae est placée à la base de la famille, mais certaines études estiment qu'il faudrait les extraire des Veliidae.     

### Liste des sous-familles et des genres
Selon BioLib (2 avril 2022) :
- sous-famille Haloveliinae Esaki, 1930
  - genre Entomovelia Esaki, 1930
  - genre Halovelia Bergroth, 1893
  - genre Haloveloides Andersen, 1992
  - genre Ocheovelia D.A. Polhemus & J.T. Polhemus, 2006
  - genre Strongylovelia Esaki, 1924
  - genre Xenobates Esaki, 1927
- sous-famille Microveliinae China & Usinger, 1949
  - tribu Hebroveliini Lundblad, 1939
    - genre Hebrovelia Lundblad, 1939

  - tribu Microveliini China & Usinger, 1949
    - genre Aegilipsicola D. Polhemus & J. Polhemus, 1994
    - genre Baptista Distant, 1903
    - genre Drepanovelia Andersen & Weir, 2001
    - genre Euvelia Drake, 1957
    - genre Geovelia Zimmermann, 1984
    - genre Husseyella Herring, 1995
    - genre Lacertovelia Andersen & Weir, 2001
    - genre Microvelia Westwood, 1834
    - genre Microvelopsis Andersen & Weir, 2001
    - genre Neoalardus Distant, 1912
    - genre Nesidovelia Andersen & Weir, 2001
    - genre Neusterensifer J. Polhemus & D. Polhemus, 1994
    - genre Papuavelia D. Polhemus & J. Polhemus, 2000
    - genre Petrovelia Andersen & Weir, 2001
    - genre Phoreticovelia D. Polhemus & J. Polhemus, 2000
    - genre Polhemovelia Zettel & Sehnal, 2000
    - genre Pseudovelia Hoberlandt, 1950
    - genre Tanyvelia D. Polhemus & J. Polhemus, 1994
    - genre Tarsovelia Polhemus & Polhemus, 1994
    - genre Tarsoveloides Andersen & Weir, 2001
    - genre Tenagovelia Kirkaldy, 1908
    - genre Tonkouivelia Linnavuori, 1977
    - genre Xiphovelia Lundblad, 1933
    - genre Xiphoveloidea Hoberlandt, 1951

  - tribu Velohebriini Štys, 1976
    - genre Velohebria Štys, 1976

  - genre Aegilipsovelia J. Polhemus, 1970
  - genre Aphrovelia J. Polhemus & D. Polhemus, 1988
  - genre Aquulavelia Thirumalai, 1999
  - genre Brechivelia D. Polhemus & J. Polhemus, 1994
  - genre Carayonella Poisson, 1948
  - genre Cylicovelia J. Polhemus & Copeland, 1996
  - genre Eyarinella Zettel & Laciny, 2021
  - genre Fijivelia J. Polhemus & D. Polhemus, 2006
  - genre Gracilovelia Poisson, 1955
  - genre Lathriovelia Andersen, 1989
  - genre Mangrovelia Linnavouri, 1977
  - genre Menuthiasia Poisson, 1952
  - genre Microveliopsis Andersen & Weir, 2001
  - genre Microveloidella Poisson, 1952
  - genre Nilsvelia Cassis, Hodgins, Weir & Tatarnic, 2017
  - genre Rheovelia D. Polhemus & J. Polhemus, 1994
  - genre Submicrovelia Poisson, 1951
  - genre Thirumalaia Zettel & Laciny, 2021
  - genre Tubuaivelia J. Polhemus & D. Polhemus, 2008
- sous-famille Ocelloveliinae Drake & Chapman, 1963
  - genre Ocellovelia China & Usinger, 1949
- sous-famille Perittopinae China & Usinger, 1949
  - genre Perittopus Fieber, 1861
- sous-famille Rhagoveliinae China & Usinger, 1949
  - genre Chenevelia Zettel, 1996
  - genre Rhagovelia Mayr, 1865
  - genre Trochopus Carpenter, 1898
- sous-famille Veliinae Brullé, 1836
  - genre Angilia Stål, 1865
  - genre Angilovelia Andersen, 1981
  - genre Callivelia Polhemus, 2021
  - genre Oiovelia Drake & Maldonado-Capriles, 1952
  - genre Paravelia Breddin, 1898
  - genre Platyvelia Polhemus & Polhemus, 1993
  - genre Steinovelia J. Polhemus & D. Polhemus, 1993
  - genre Stridulivelia Hungerford, 1929
  - genre Tetraripis Lundblad, 1936
  - genre Velia Latreille, 1804
  - genre Veloidea Gould, 1934

### Listes des genres rencontrés en Europe
En Europe, on rencontre les genres suivants, selon Faunaeur :
- Sous-famille Microveliinae
  - genre Microvelia, 4 espèces
- Sous-famille Rhagoveliinae
  - genre Rhagovelia, 1 espèce
- Sous-famille Veliinae
  - genre Velia, 17 espèces

### Genres fossiles
Selon BioLib (2 avril 2022) :
- sous-famille Veliinae Brullé, 1836
  - genre †Arcantivelia Solórzano Kraemer & Perrichot, 2014
  - genre †Balticovelia Andersen, 2000
  - genre †Electrovelia Andersen, 1998
- sans sous-famille attribuée: 
  - genre †Paleohebrus Martins-Neto, 1997
  - genre †Stenovelia Scudder, 1890

## Galerie

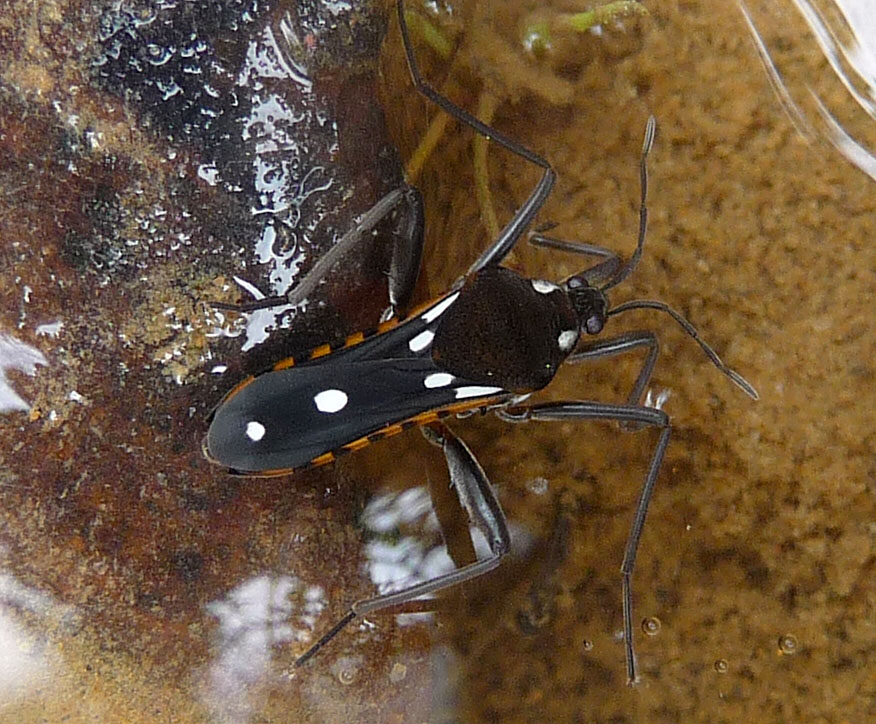
Velia rivulorum (Veliinae), Grande-Bretagne, forme macroptère
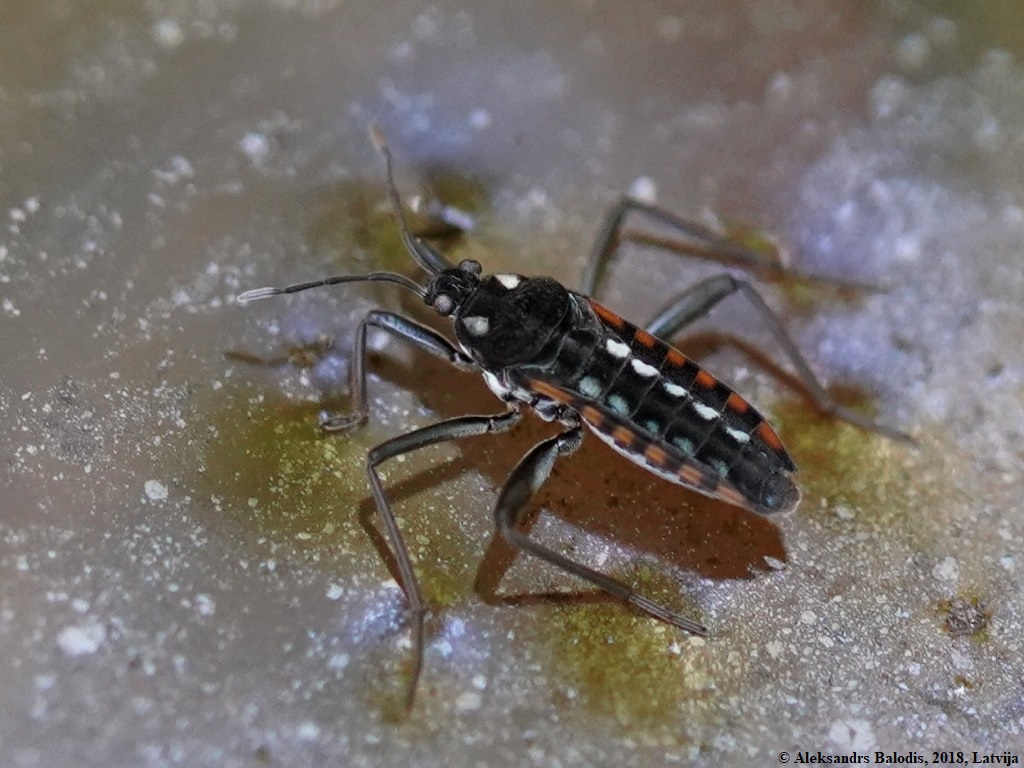
Velia saulii (Veliinae), Lettonie, forme aptère
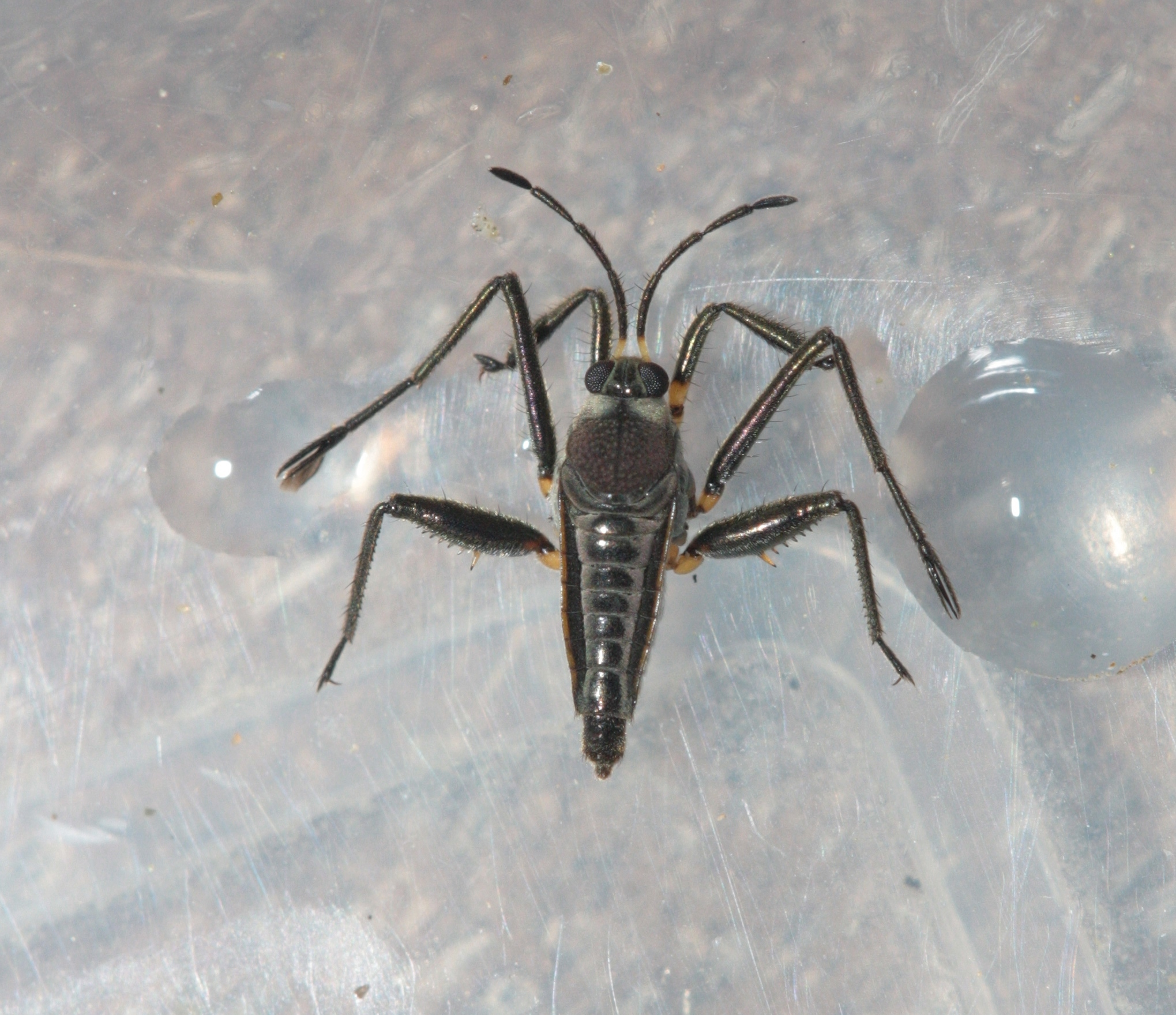
Rhagovelia distincta (Rhagoveliinae), Nevada
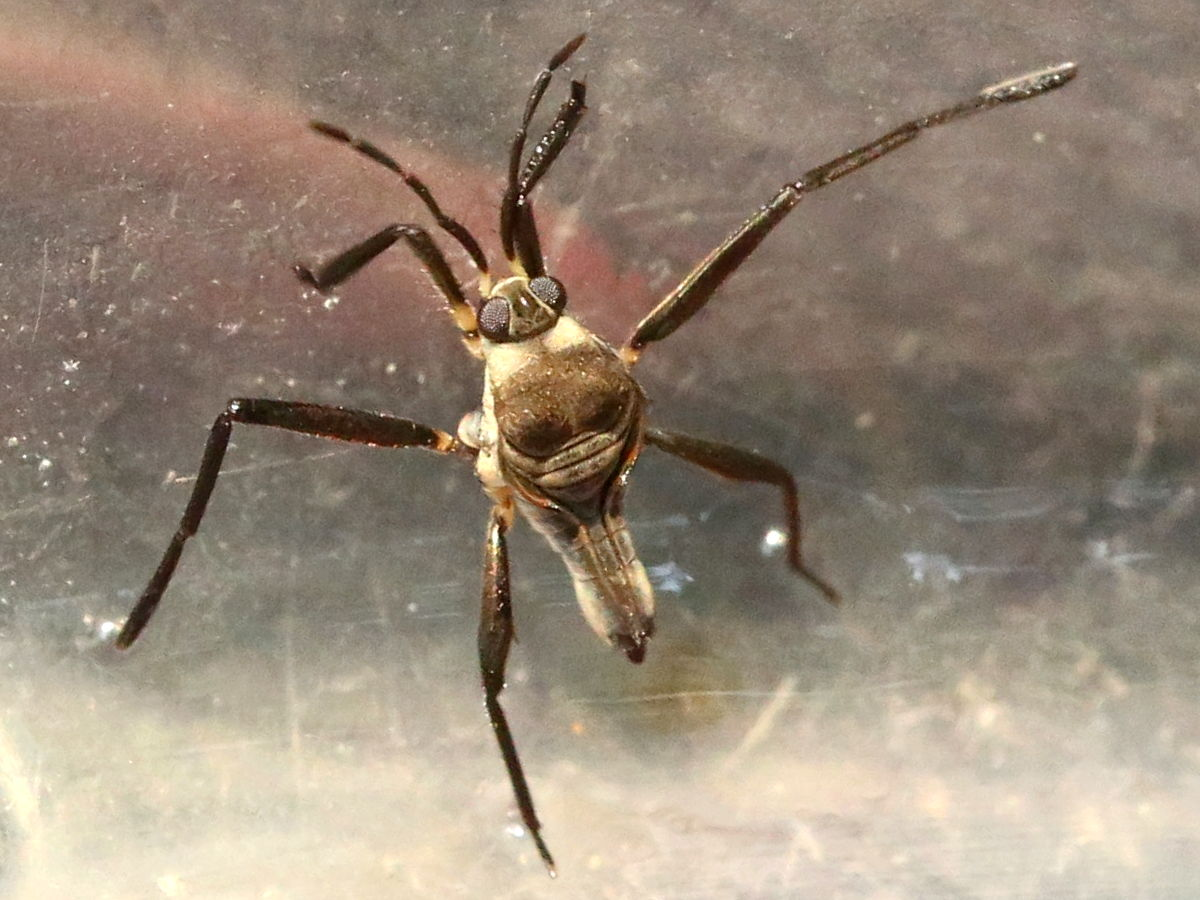
Rhagovelia obesa, Virginie
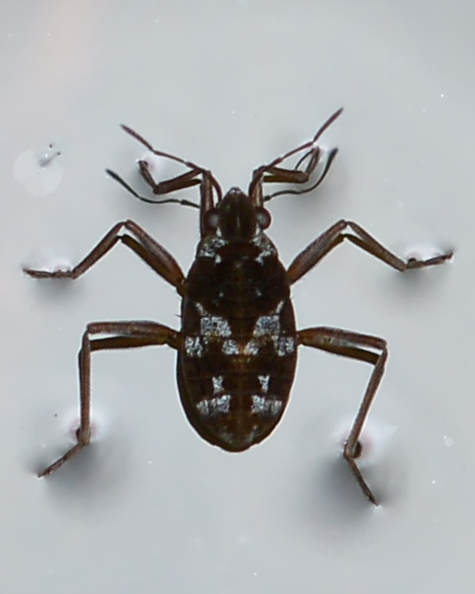
Microvelia americana (Microveliinae), Ontario
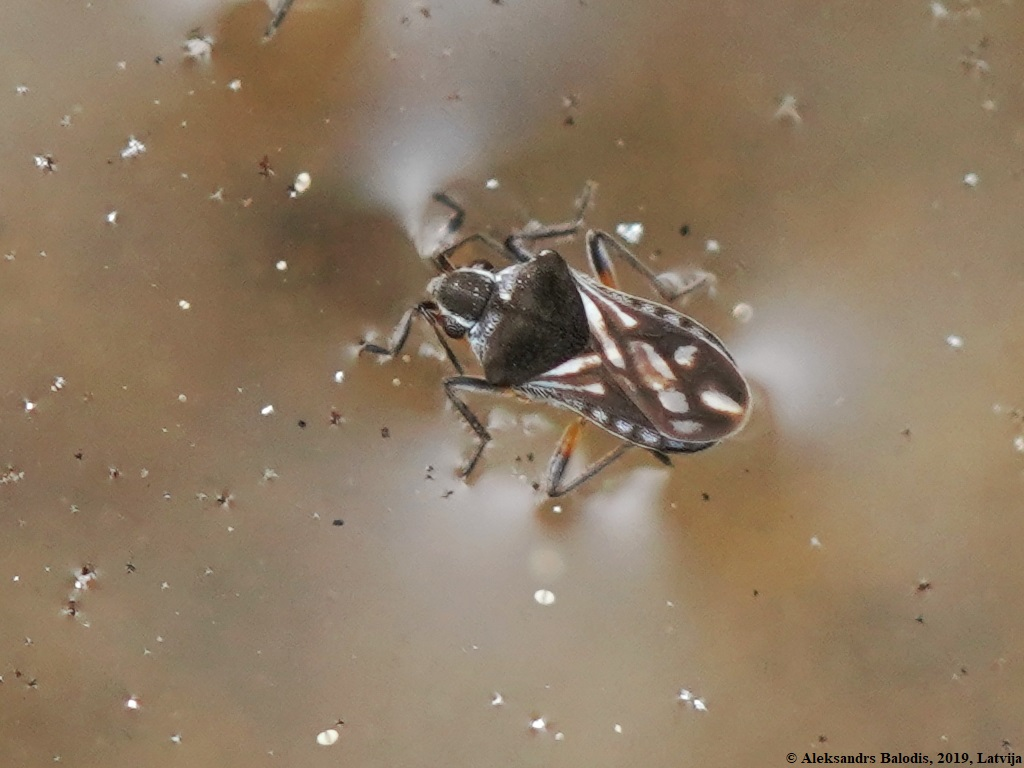
Microvelia reticulata, forme macroptère, Lettonie
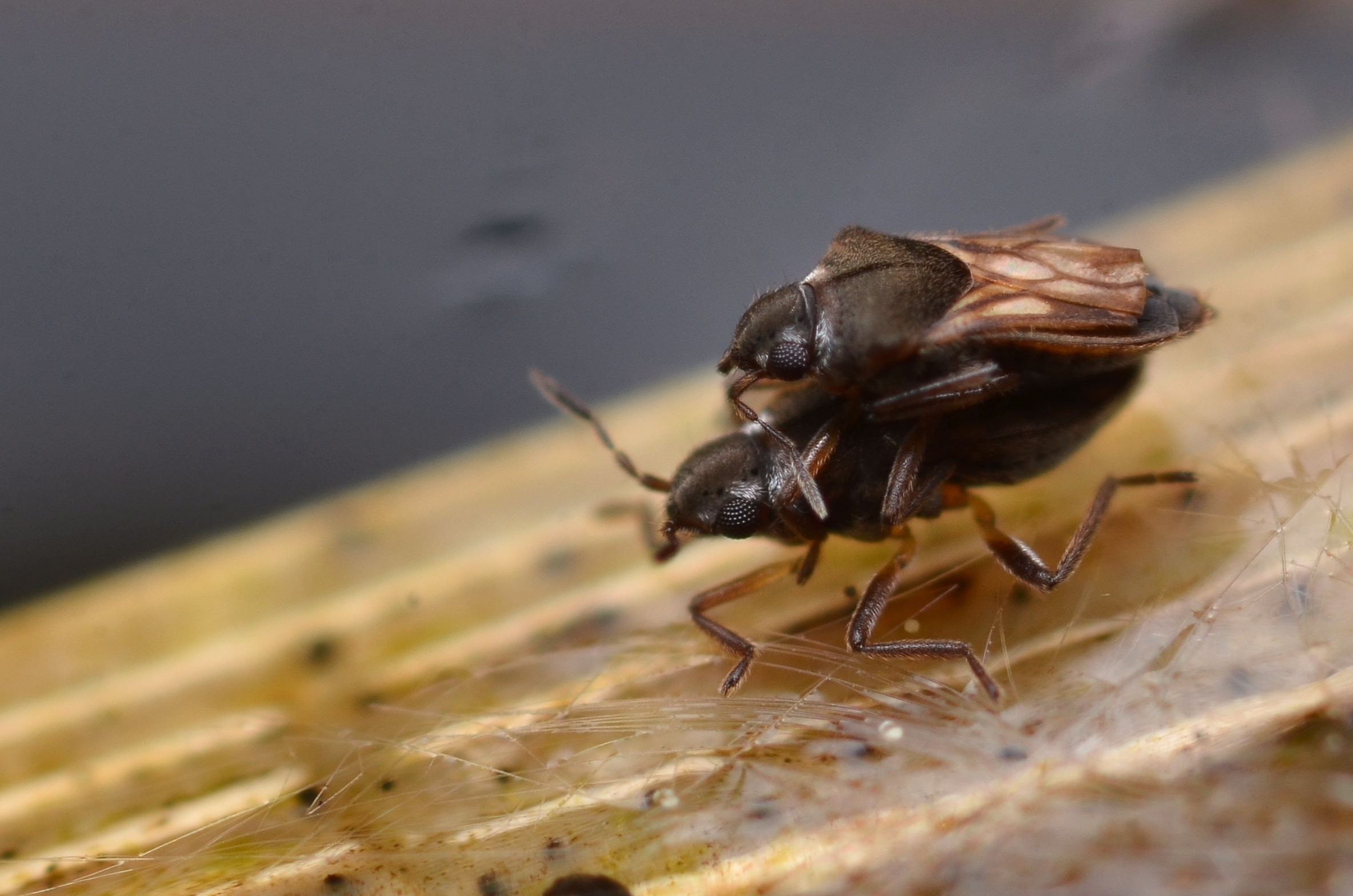
Accouplement, Microvelia reticulata, Belgique
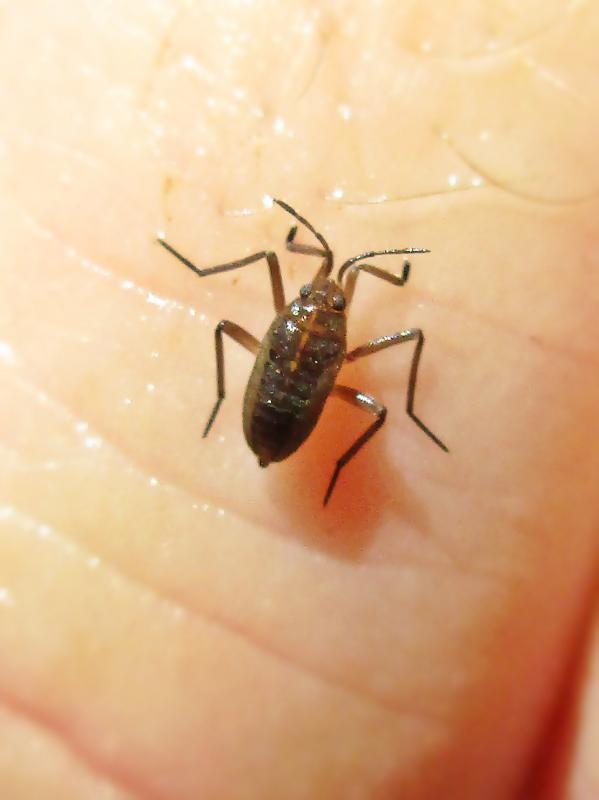
Juvénile, Velia caprai, Pays-Bas
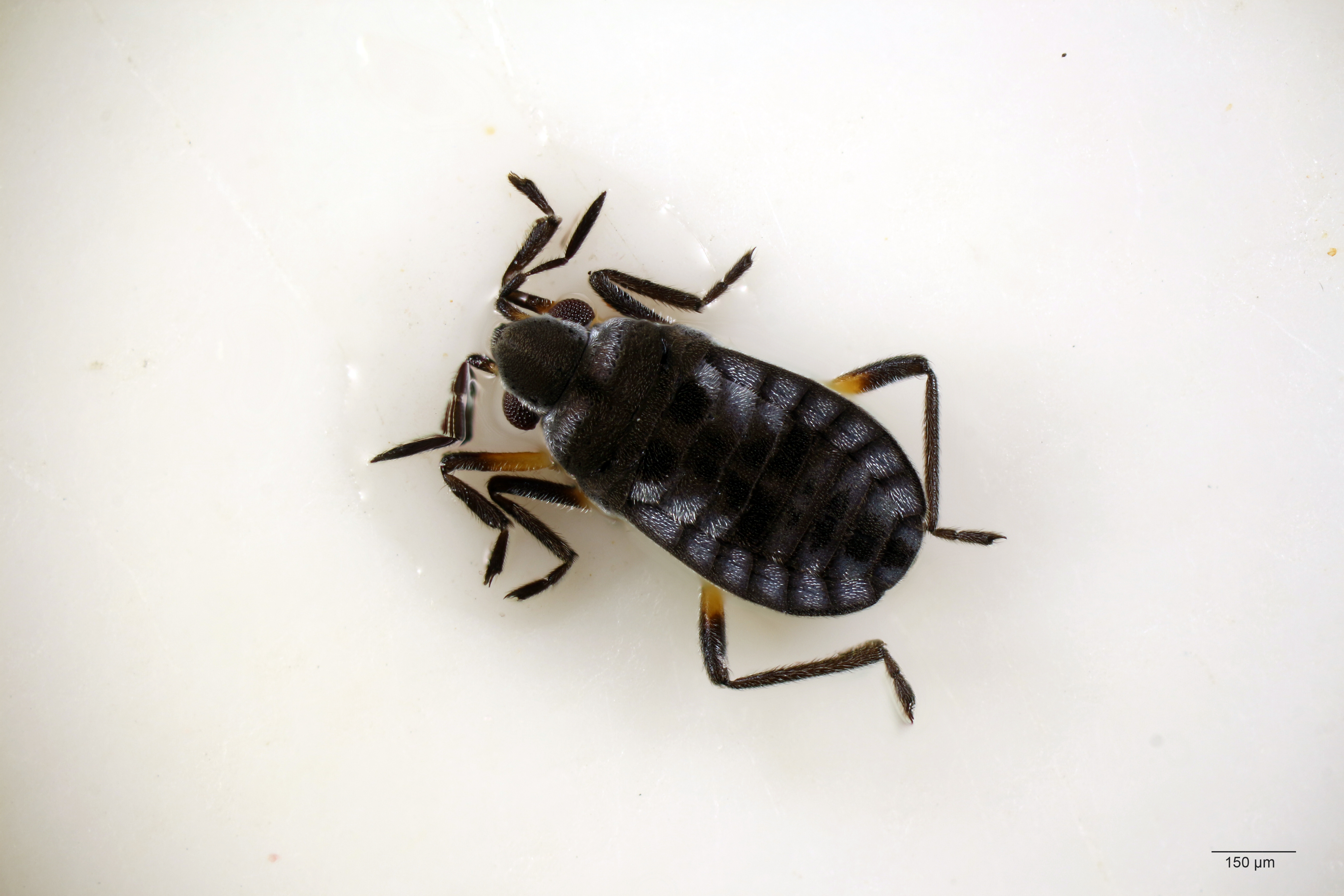
Juvénile de Microvelia reticulata
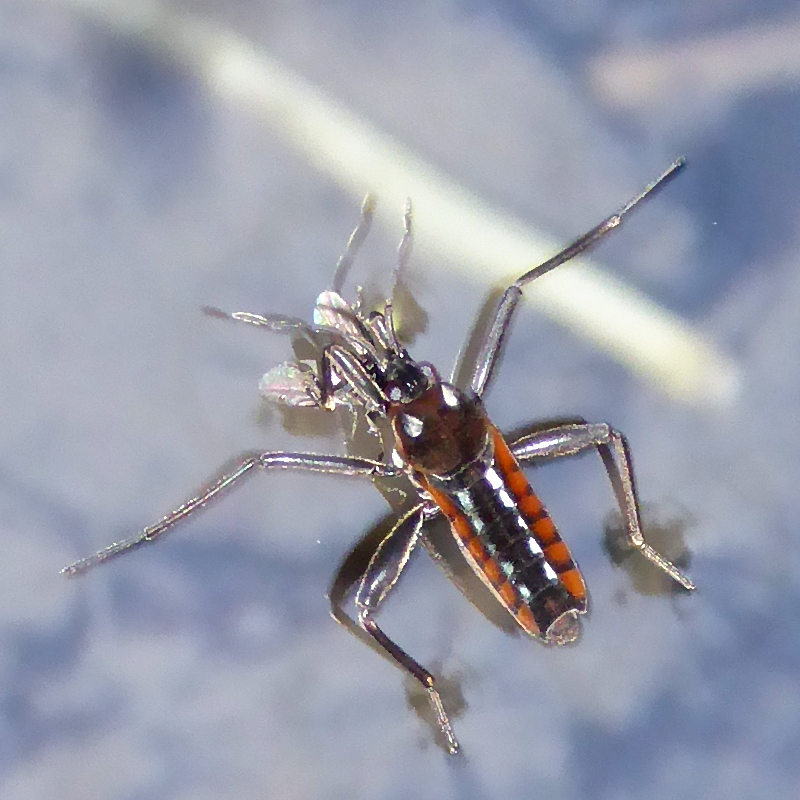
Velia caprai avec une proie (Diptère), Basse-Saxe
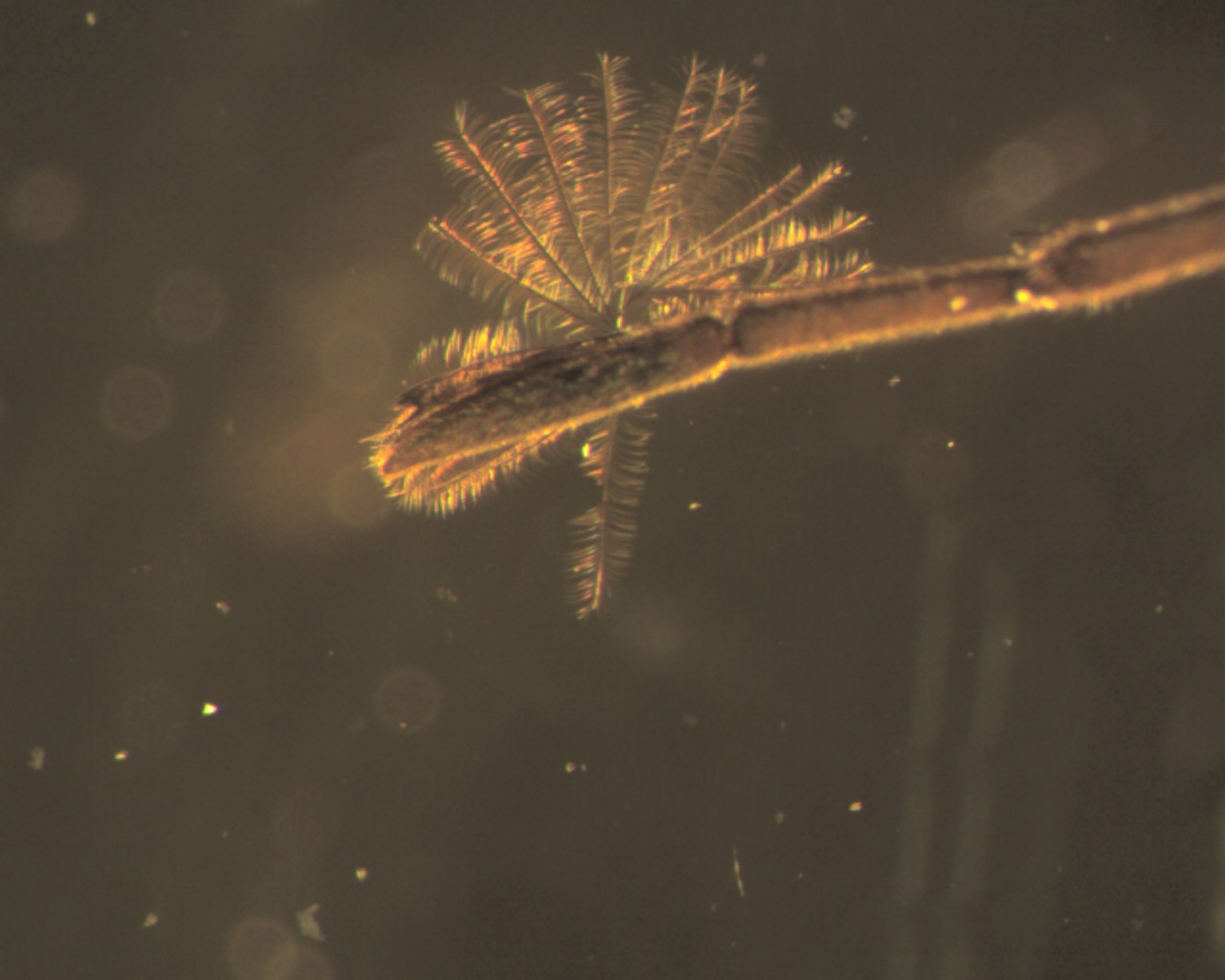
Détail des tarses médians d'un Veliidae

## Les Veliidae et l'humain
Lors du passage à l'an 2000, et sa crainte d'un incident informatique, surnommé le bug de l'an 2000, qui ne s'est finalement pas produit, la découverte, début janvier 2000 d'une nouvelle espèce de Veliidae a été qualifiée de « vrai bug de l'an 2000 », bug signifiant « punaise » en anglais.